# 替天行道
替天行道是一個漢語成語，出處自元代康進之撰水滸雜劇《梁山泊李逵負荊》，描述北宋末年呼保義宋江為首的天罡三十六星聚義梁山泊，以「替天行道」為旗號與朝廷官府對抗。後世引用表示世道淪落到無法行使公義的處境，所以要代替上天在人世間主持公道，以伸張正義。

## 用途

### 起義
中國自古相信上天賦予君王統治權力，唯有天子才能獨佔與上天溝通的優先資格，擅自以「天」的名義自居，意味著挑釁皇權的合法統治地位。 所以歷史上的戰亂時期，民變領袖討伐國君，往往藉著「天意」的迷信和神秘色彩，表達當朝皇帝昏庸無能，起事者於是受命於天以匡扶正道的旗幟。
東漢末年，張角率領黃巾軍，打著「蒼天已死，黃天當立」口號舉事；元朝末年，韓山童、劉福通等人為首宣傳「彌勒佛降生，明王出世」，發動紅巾軍起事；清朝年間，洪秀全傳播拜上帝會「天下一家，共享太平」，建立太平天國。

### 私警
私警是在沒有法律授權的情況下，打著鋤強扶弱與警惡懲奸的堂皇理由，訴諸私刑的執行者。
虛構作品中刻畫的私警，對於善惡往往有一套自訂標準，他們認為法律無法懲處壞人，或者處分不夠嚴厲，必須親自伸張正義，遊走在法律邊緣，給予逃脫制裁者更加嚴厲的處刑。

### 任俠
俠者溯源於戰國遊歷四方的遊俠，尚氣節有膽色而樂於助人，行事經常訴諸武力，不甚在意法律。西漢史學家司馬遷《史記·遊俠列傳》評論「其行雖不軌於正義，然其言必信，其行必果，已諾必誠，不愛其軀，赴士之厄困，既已存亡死生矣，而不矜其能。」班固《漢書·遊俠傳》則稱其「惜乎不入於道德。」
文人筆下創作武俠小說，刻畫的豪客形象各具江湖特色，行事往往不拘小節，喜結私交，仗義行俠，義薄雲天，專報天下不平之事。

### 黑幫
黑幫是不受到政府管制，遊走在法外之地的地下社會，黑幫經常站在道義制高點，以「替天行道」的口號為理由，謀求自身的利益，其中有自發的一套行事法則，一旦有成員觸犯規律，危害團體的共同利益，同樣以「替天行道」的名義做出處罰。
清代秘密結社天地會宣揚「順天行道」，哥老會和青幫標榜「替天行道」的同盟理念；臺灣黑社會組織天道盟成立時，即以「除暴安良，替天行道」為口號。

## 佚事
山東省濟寧市梁山縣水泊梁山風景區以「水滸」作為旅遊開發重點，是《水滸傳》故事的發生地，2008年評為國家4A級旅遊景區。2022年6月，當地旅遊局將豎立在忠義堂前面，貫穿《水滸傳》全書的「替天行道」大旗，更換為「義薄雲天」。湖北省水滸研究會秘書長何求斌表示，事實上在《水滸傳》原著中並沒有「義薄雲天」的旗號。
民間故事〈替天行道的來歷〉敘述禁軍教頭林沖投靠梁山，寨主王倫忌妒賢能，因此多番阻撓；之後，東溪村保正晁蓋被官府通緝而投奔梁山，王倫再度推托勸阻，林沖怒而斬下王倫；此時太上老君在雲端坐著金鹿，座下金鹿化作一杆大旗插在梁山，上書「替天行道」四個大字。2018年5月9日，〈替天行道的來歷〉被梁山縣人民政府登錄在《梁山縣第五批縣級非物質文化遺產項目名單》。

## 另見
- 天運
- 順天行道
- 對水滸傳的評價
- 天譴
- 俠義
- 武俠文化
- 義賊
- 起義
- 農民起義
- 義警 (民間治安組織)

## 外部連結
- 魯迅.  . 维基文库.
- 胡適.  . 维基文库.
- 王平：《水浒传》“替天行道”考论 （页面存档备份，存于），文史淮安
- 徐忠明：替天行道与江湖世界——以《水浒传》为中心 （页面存档备份，存于），中国法学创新网
- 萨孟武：“替天行道”的意义 （页面存档备份，存于），中国经济史论坛